# Huỳnh Minh Chắc
Huỳnh Minh Chắc (sinh năm 1955) là một chính khách Việt Nam. Ông nguyên là Ủy viên Ban Chấp hành Trung ương Đảng Cộng sản Việt Nam khoá XI, Bí thư Tỉnh ủy Hậu Giang nhiệm kỳ (2010–2015), Đại biểu Quốc hội Việt Nam khoá XII, XIII thuộc đoàn Đại biểu Quốc hội tỉnh Hậu Giang.

## Tiểu sử
Huỳnh Minh Chắc sinh ngày 30 tháng 7 năm 1955, quê quán tại xã Ba Trinh, huyện Kế Sách, tỉnh Sóc Trăng. Ông là con thứ 6 trong gia đình nên còn có tên gọi là Bảy Chắc.
Từ năm 1971, Huỳnh Minh Chắc gia nhập Quân Giải phóng miền Nam Việt Nam, tham gia chiến đấu chống quân Mỹ và Việt Nam Cộng hòa. Ngày 3 tháng 2 năm 1974, ông được kết nạp vào Đảng Nhân dân Cách mạng miền Nam, chính thức ngày 3 tháng 2 năm 1975.
Sau năm 1975, ông tiếp tục công tác trong Quân đội nhân dân Việt Nam, từng tham chiến tại Campuchia, được tu nghiệp tại Học viện Quân sự, đi dần lên chức vụ Chỉ huy trưởng Bộ chỉ huy quân sự tỉnh Hậu Giang, hàm Đại tá.
Ngày 22 tháng 8 năm 2006, ông được Hội đồng nhân dân tỉnh Hậu Giang họp phiên bất thường bầu làm Chủ tịch Ủy ban nhân dân tỉnh Hậu Giang, thay cho ông Huỳnh Phong Tranh được điều làm Phó ban chỉ đạo Nam Bộ. Trước đó, Tỉnh ủy Hậu Giang cũng là bầu ông giữ chức vụ Phó Bí thư Tỉnh ủy. Ông cũng là Đại biểu Quốc hội và là Trưởng đoàn Đại biểu Quốc hội tỉnh Hậu Giang.
Ngày 30 tháng 9 năm 2010, ông được bầu làm Bí thư Tỉnh ủy Hậu Giang. Kế nhiệm ông trong chức vụ Chủ tịch Ủy ban nhân dân tỉnh Hậu Giang là một thuộc cấp cũ, Đại tá Trần Công Chánh, Chính ủy Bộ chỉ huy quân sự tỉnh Hậu Giang.
Tháng 10.2015 Bộ Chính trị đã chấp thuận đơn xin thôi giữ chức vụ trước nhiệm kỳ của Huỳnh Minh Chắc, Bí thư Tỉnh ủy Hậu Giang. Ông Trần Công Chánh, Phó Bí thư tỉnh ủy Hậu Giang, Chủ tịch Ủy ban nhân dân tỉnh Hậu Giang, thay ông Chắc giữ chức Bí thư Tỉnh ủy nhiệm kỳ 2010 - 2015.

## Kỷ luật

### Liên quan đến vụ Trịnh Xuân Thanh
Huỳnh Minh Chắc là người đã trực tiếp tham khảo một số cán bộ ở Trung ương, đề xuất với Thường trực, Ban Thường vụ Tỉnh ủy về việc tiếp nhận ông Trịnh Xuân Thanh về làm Phó Chủ tịch Ủy ban nhân dân tỉnh tại Hậu Giang. Ủy ban Kiểm tra Trung ương sau kỳ họp thứ 8 diễn ra từ ngày 28/11 đến ngày 30/11/2016 tại Hà Nội, tuyên bố thi hành kỷ luật bằng hình thức cảnh cáo đối với ông Huỳnh Minh Chắc vì đã vi phạm nguyên tắc tập trung dân chủ, quy trình, quy định về công tác cán bộ và Quy chế làm việc của Ban Chấp hành Đảng bộ Tỉnh trong việc đề nghị, tiếp nhận Trịnh Xuân Thanh từ Bộ Công thương về tỉnh Hậu Giang để giữ chức Phó Chủ tịch UBND tỉnh và tham gia Ban Chấp hành Đảng bộ tỉnh.

## Gia đình
Ông có con trai tên Huỳnh Thanh Phong (sinh ngày 23 tháng 2 năm 1982), giám đốc Sở Công Thương tỉnh Hậu Giang khi mới 33 tuổi vào tháng 7/2015.